# Creu de Borgonya

Creu de Borgonya.

Figura heràldica amb la creu de Borgonya

La creu de Borgonya és una representació de la creu de sant Andreu en la qual els troncs que formen la creu apareixen amb els nusos resultat d'haver-ne tallat les branques.

## Història

Armes de Carles I d'Espanya amb la creu de Borgonya al darrere.

Per ser sant Andreu el patró del ducat de Borgonya, la creu de Borgonya era l'emblema utilitzat per les tropes de Joan I de Borgonya (anomenat Joan sense por) a la guerra dels Cent Anys.
Arran del casament de Maria de Borgonya amb Maximilià I d'Habsburg, el seu primogènit, Felip I de Castella, ostentava la creu de Borgonya als uniformes i banderes del seu seguici. Per la qual cosa es convertí en un símbol de la corona espanyola que heretà el seu fill Carles I.

## Espanya
Aquest emblema ha estat inclòs en els escuts d'armes i banderes d'Espanya, tant de terra com de mar, des del 1506, data de la seva introducció amb la Guàrdia Borgonyona de Felip I de Castella i fins a Joan Carles I d'Espanya. Actualment, la creu ha desaparegut de l'escut d'armes i de l'estendard reial de Felip VI d'Espanya així com en els estendards, banderes, banderins, guions, penons i gonfanons de les Forces Armades d'Espanya.
La creu de sant Andreu també és l'origen del símbol distintiu que marca les cues dels avions de l'Exèrcit de l'Aire espanyol. Jesús Salas indica en el seu llibre que fou el general Franco qui va ordenar pintar-la sobre un fons blanc a l'agost de 1936 en substitució de la bandera tricolor de la II República durant la Guerra Civil espanyola. El motiu era evitar confusions com les que varen portar a abatre un avió Breguet-19 a Sevilla el dia 7 d'agost de 1936
Com a símbol vexil·lològic a les banderes espanyoles, ha sigut el més utilitzat fins al 1785.
A terra, la bandera amb la creu sobre fons blanc va onejar com a insígnia hispano-germànica a la batalla de Pavia el 1525 per les tropes de Carles I de Castella i pels terços durant el regnat dels Habsburgs i regiments de la monarquia hispànica durant els segles xvi, xvii, xviii i començaments del xix.
Des de Carles I, cada companyia tenia la seva pròpia bandera, en la qual hi figurava la creu sobre fons de diferents colors i formes (en els quals fins i tot s'hi incloïen jeroglífics o motius heràldics de l'oficial que els comandava). En accedir al tron, Felip II de Castella ordenà que, a més de les banderes de cada companyia, cada terç portés una altra bandera al cap de color groc amb el sautor de Borgonya en vermell. Malgrat aquesta varietat, el color blanc fou el més utilitzat com a fons. Un decret de Felip V de 28 de febrer de 1707 deia:
| « | Y es mi voluntad que cada cuerpo traiga una bandera coronela blanca con la cruz de Borgoña, según estilo de mis tropas, a que he mandado añadir dos castillos y dos leones, repartidos en cuatro blancos, y cuatro coronas que cierran las puntas de las aspas. | » |

Posteriorment a 1785, la versió del sautor vermell sobre fons blanc seria també la bandera adoptada pel moviment carlí el 1935. Durant la Primera Guerra Carlina, però, la creu de borgonya continuava sent la bandera de l'exèrcit, o sigui, de les forces regulars liberals (l'exèrcit no va adoptar l'actual bandera fins al 1843), no sent utilitzada per les tropes del bàndol carlí. Després de la citada unificació de banderes del 1843, aparegué un estendard militar híbrid amb una petita creu borgonyona a la franja groga central, normalment sota un escut rodó amb els quarters de Castella i Lleó. Cap al 1923 la creu borgonyona anà creixent i sobreposant-se a les franges vermelles superior i inferior.
També fou l'estendard del Virregnat de Nova Espanya
Durant la guerra d'independència hispanoamericana, els patriotes equatorians de la primera Junta del Govern Autònom de Quito utilitzaren una bandera de fons vermell amb la creu de Borgonya en blanc, per indicar la seva oposició a la monarquia espanyola. Aquesta bandera és coneguda com la "bandera del deu d'agost de 1809".
Avui en dia moltes banderes americanes recorden en el seu disseny la creu de Borgonya i el seu passat espanyol, com per exemple la bandera del departament de Chuquisaca, a Bolívia, o la dels estats nord-americans de Florida i Alabama.

## Galeria

### Banderes militars

Bandera dels "Tercios Morados Viejos"(1634).
Bandera dels "Tercios Morados Viejos" (1634), diferent versió.
Bandera del "Tercio de Ambrosi Spinola" (1621).
Bandera del ''Tercio de Alburquerque" (1641-1643).
Bandera de los "Tercios de los Amarillos Viejos" (1680).
Bandera de los "Tercios de la Liga" (1571).
Bandera capitana d'infanteria (finals segle xvi).

### Escuts

Versió comuna a les banderes dels regiments de l'exèrcit (1700-1761)
Versió comuna a les banderes dels regiments de l'exèrcit (1761-1843)
Versió a les banderes dels regiments (1843-1868/1874-1931)
Versió a les banderes dels regiments (1871/1873). Regnat d'Amadeu I d'Espanya
Versió a les banderes dels regiments (1874-1931)

### Banderes iguals o similars

Bandera del Virregnat de Nova Espanya
Bandera del moviment carlista.
Bandera del Departament de Chuquisaca
Bandera de la Primera Junta de Govern Autònom de Quito.